# Bürgerbräukeller
Bürgerbräukeller – była piwiarnia w Monachium. 
Znajdowała się przy Rosenheimer Straße w dzielnicy Haidhausen. Została założona w 1885. Obiekt mieścił 1830 miejsc i w czasie Republiki Weimarskiej był miejscem spotkań politycznych, w tym członków Narodowosocjalistycznej Niemieckiej Partii Robotników (NSDAP). W tym czasie należała do browaru Löwenbrauerei, gospodarzem był Korbinian Reindl. Spotkanie nazistów, które odbyło się 8 listopada 1923, poprzedziło tzw. pucz monachijski. W listopadzie 1939 w budynku miał miejsce zamach na Adolfa Hitlera, przeprowadzony przez Georga Elsera. 
Po zakończeniu II wojny światowej była składem żywności i stołówką Armii Stanów Zjednoczonych, a od 1958 ponownie piwiarnią. Została zburzona w 1979.